# هوالوتا هوآکانا
هوالوتا هوآکانا (به اسپانیایی: Huallota Huachana) یک کوه در پرو است که در Peru, Puno Region واقع شده‌است. هوالوتا هوآکانا ۴٬۸۰۰ متر بالاتر از سطح دریا واقع شده‌است.